# Xiomara (geslacht)
Xiomara is een geslacht van insecten uit de orde vliesvleugeligen (Hymenoptera) en de familie Ichneumonidae.

## Soort
- X. grilloi Gauld, 1997